# 日本赤十字北海道看護大學
43°49′47.36″N 143°54′26.99″E / 43.8298222°N 143.9074972°E
日本赤十字北海道看護大學（日语：日本赤十字北海道看護大学）是位於日本北海道北見市曙町的一所私立大學，由學校法人日本赤十字學園於1999年設立，目前擁有一個學部一個學科。簡稱為日赤北海道看護大。

## 沿革
- 1998年 - 獲得文部省准許成立大學
- 1999年 - 日本赤十字北海道看護大學看護學部看護學科開校
- 2002年 - 獲得文部科學省准許成立大學院
- 2003年 - 設立大學院看護學研究科看護學專攻
- 2007年 - 設置日本赤十字北海道看護大學看護開發中心
- 2009年 - 設立大學院看護學研究科助產學專攻
- 2012年 - 改組大學院看護學研究科助產學專攻成為看護學專攻之下的助產學
- 2015年 - 設置日本赤十字北海道看護大學災害對策教育中心
- 2016年 - 開設大學院看護學研究科共同看護學專攻（博士課程）

## 基本資料

### 組織

#### 大學部
- 看護學部
  - 看護學科（四年制）

#### 大學院
- 看護學研究科
  - 看護學專攻（修士課程）
  - 共同看護學專攻（博士課程）

### 地址
- 北海道北見市曙町664-1

## 學生生活

### 學內獎學金
- 日本赤十字社看護師同方會獎學資金

### 相關機構獎學金（貸款）
- 日本赤十字社北海道支部獎學資金

### 赤十字醫院（獎學金）
- 北見赤十字醫院（日语：北見赤十字病院）
- 伊達赤十字醫院（日语：伊達赤十字病院）
- 栗山赤十字醫院（日语：栗山赤十字病院）
- 函館赤十字醫院（日语：函館赤十字病院）
- 旭川赤十字醫院（日语：旭川赤十字病院）

- 釧路赤十字醫院（日语：釧路赤十字病院）
- 浦河赤十字醫院（日语：浦河赤十字病院）
- 清水赤十字醫院（日语：清水赤十字病院）
- 置戶赤十字醫院（日语：置戸赤十字病院）
- 小清水赤十字醫院（日语：小清水赤十字病院）

## 對外關係
- 北見工業大學包括連携協定（2009年7月17日）

## 相關人物
- 現理事長：大塚義治
- 初代校長：松木光子（日语：松木光子）
- 二代校長：石井トク（日语：石井トク）
- 現任校長：河口照子

## 交通
- JR北海道石北本線柏陽站下車

## 其他
1894年，日本赤十字社開始在北海道地區培育救護看護師，此後於旭川（1923年）、北見（1939年）、伊達（1944年）、釧路（1966年）、浦河（1990年）成立赤十字看護專門學校。後欲在釧路創辦赤十字看護大學，但遭到市長以缺乏財源的理由拒絕，轉而落腳北見。1999年日本赤十字北海道看護大學開校後，北見、旭川、釧路的赤十字看護學校廢校，留下伊達和浦河兩校繼續培養救護看護人才。

## 外部連結
- 日本医療大学 （页面存档备份，存于） （日語）